# Bečváry (nový zámek)
Nový zámek v Bečvárech stával v areálu dvora starého zámku v obci Bečváry.

## Historie
Zámek nechal kolem roku 1800 postavit majitel bečvárského panství arcivévoda Karel Ludvík. Důvodem stavby byla nutnost vybudovat nové prostory, hlavně pro pokoje pro hosty, jelikož starý zámek se v tomto směru ukázal jako nedostačující. Mimo nich sem byla umístěna také správa panství. V roce 1824 koupil panství Martin Liška ze Stříbra a pokoje nového zámku sloužily jako kanceláře a byty pro úředníky. Část byla také přestavěna na pivovar, takže byla vybudována nástavba s komínem v severním průčelí. Po roce 1945 jej využívalo JZD jako byty, kanceláře a skladiště. Zámek bez údržby postupně chátral, až byl v roce 1982 zbořen.

## Podoba
Jednalo se jednopatrovou budovu obdélníkového půdorysu s mansardovou střechou. Stavba byla zakončena třemi mělkými rizality na koncích a uprostřed a jedním velkým středovým rizalitem v severním průčelí. Fasáda byla vytvořena v rokokovém stylu. Hlavní vstup byl vystavěn v jižní části, směrem ze dvora.